# Laëtitia Philippe
Pour les articles homonymes, voir Philippe.
Laëtitia Philippe (de son nom complet Laëtitia Marie Philippe est une footballeuse internationale française, né le 30 avril 1991 à Chambéry, évoluant au poste de gardienne de but au Havre AC.
Passant par toutes les équipes nationales de jeunes, elle connait sa première sélection en équipe de France le 21 novembre 2009 face à la Serbie.
Laëtitia Philippe a un seul titre dans sa carrière, obtenu avec l'équipe de France des -19 ans au championnat d'Europe féminin en 2009.

## Biographie
Elle commence sa carrière professionnelle au Montpellier Hérault Sport Club en 2007. Après de nombreuses saisons en tant que doublure de Céline Deville, le départ de cette dernière la propulse gardienne de but numéro une du Montpellier Hérault SC. Passant par toutes les équipes nationales de jeunes, championne d'Europe des moins de 19 ans en 2009, elle connait sa première sélection en équipe de France A quelques mois plus tard, le 21 novembre 2009 face à la Serbie. En 2012, elle participe avec Montpellier à la finale de la Coupe de France, perdue face à l'Olympique lyonnais sur le score de deux buts à un.
Lors de la saison 2018-2019, elle est déléguée club de l'UNFP au sein du Rodez AF.
Elle quitte Montpellier en 2018, et évolue ensuite à Rodez, Fleury, Issy, Soyaux, puis aux Girondins de Bordeaux.
En 2022, elle signe au Havre Athletic Club qui vient d'être promu en première division.

### Médias
Elle commente avec Fabien Lévêque et Claude Eymard des rencontres de la Coupe du monde féminine de football 2023, diffusée sur France TV, et notamment l'ensemble des matchs de l'Equipe de France.

## Statistiques

### En club
| Saison                | Club                  | Championnat           | Championnat | Championnat | Coupe(s) nationale(s) | Coupe(s) nationale(s) | Compétition(s) continentale(s) | Compétition(s) continentale(s) | Compétition(s) continentale(s) | Total | Total |
| Saison                | Club                  | Division              | M.          | B.          | M.                    | B.                    | Comp.                          | M.                             | B.                             | M.    | B.    |
| 2007-2008             | Montpellier HSC       | Division 1            | 4           | 0           | 1                     | 0                     | -                              | -                              | -                              | 5     | 0     |
| 2008-2009             | Montpellier HSC       | Division 1            | 2           | 0           | 3                     | 0                     | -                              | -                              | -                              | 5     | 0     |
| 2009-2010             | Montpellier HSC       | Division 1            | 11          | 0           | 1                     | 0                     | C1                             | 1                              | 0                              | 13    | 0     |
| 2010-2011             | Montpellier HSC       | Division 1            | 10          | 0           | 2                     | 0                     | -                              | -                              | -                              | 12    | 0     |
| 2011-2012             | Montpellier HSC       | Division 1            | 18          | 0           | 4                     | 0                     | -                              | -                              | -                              | 22    | 0     |
| 2012-2013             | Montpellier HSC       | Division 1            | 8           | 0           | 4                     | 0                     | -                              | -                              | -                              | 12    | 0     |
| 2013-2014             | Montpellier HSC       | Division 1            | 18          | 0           | 1+                    | 0                     | -                              | -                              | -                              | 19    | 0     |
| 2014-2015             | Montpellier HSC       | Division 1            | 9           | 0           | -                     | -                     | -                              | -                              | -                              | 9     | 0     |
| 2015-2016             | Montpellier HSC       | Division 1            | 22          | 0           | 0                     | 0                     | -                              | -                              | -                              | 22    | 0     |
| 2016-2017             | Montpellier HSC       | Division 1            | 21          | 0           | 0                     | 0                     | -                              | -                              | -                              | 21    | 0     |
| 2017-2018             | Montpellier HSC       | Division 1            | 2           | 0           | 0                     | 0                     | C1                             | 0                              | 0                              | 2     | 0     |
| Total sur la carrière | Total sur la carrière | Total sur la carrière | 125         | 0           | 16                    | 0                     | -                              | 1                              | 0                              | 142   | 0     |

### En équipe nationale
Laëtitia Philippe totalise quatre capes avec l'équipe de France.
| Date             | Adversaire | Score | Compétition    | Lieu                            | Commentaires                        |
| ---------------- | ---------- | ----- | -------------- | ------------------------------- | ----------------------------------- |
| 21 novembre 2009 | Serbie     | 0-2   | Élim. Mondial  | Stade Gradski, Inđija, Serbie   | Remplaçante (entre à la 86e minute) |
| 26 octobre 2011  | Israël     | 5-0   | Élim. Euro     | Stade de l'Aube, Troyes, France | Titulaire                           |
| 4 mars 2012      | Angleterre | 0-3   | Tournoi amical | Stade Dhasaki, Akhna, Chypre    | Remplaçante (entre à la 87e minute) |
| 23 octobre 2015  | Pays-Bas   | 1-2   | Match amical   | Stade Jean-Bouin, Paris, France | Titulaire                           |

## Palmarès
- Vainqueur du championnat d'Europe des moins de 19 ans : 2010
- Finaliste du championnat d'Europe des moins de 17 ans : 2008